# Leopardo Martinengo
Leopardo Martinengo (Brescia, 21 dicembre 1805 – Valsanzibio, 6 agosto 1884) è stato un politico e patriota italiano.

## Biografia
Figlio di Lodovico di Leopardo e di Cecilia Michiel, fu l'ultimo esponente dei Martinengo del ramo "da Barco", così chiamato dall'omonima località bresciana di cui erano conti.
Morti il padre nel 1817 e la madre nel 1838, dedicò buona parte della sua vita alla gestione del patrimonio familiare che comprendeva, oltre a numerose proprietà immobiliari, anche ricchissime collezioni di dipinti, medaglie e libri. Venduto il castello di Barco, visse prevalentemente in Veneto, dividendosi tra il suo palazzo di Venezia e la sua villa di Valsanzibio. Questa scelta fu dettata non solo da ragioni familiari (i Martinengo avevano fatto parte del patriziato veneziano), ma anche dai suoi interessi personali che lo portarono a studiare filosofia a Venezia e diritto all'università di Padova.
Assai attivo in politica, nei mesi della Repubblica di San Marco fu uno dei tre rappresentanti della provincia di Venezia presso la Consulta delle Provincie venete unite. Di questa istituzione ricoprì, con Gherardo Freschi e Giuseppe Tedeschi, la carica di segretario e fece parte della commissione incaricata di redigere la nuova legge elettorale.
Grazie alla personalità cordiale, ma comunque schietta, fu inviato a Sommacampagna presso Carlo Alberto di Savoia per discutere dell'eventuale fusione con il Piemonte e la Lombardia. Come documentano i suoi dispacci, Martinengo non escludeva la possibilità di un'unione, purché questa non fosse decisa unilateralmente dal governo, ma dalla volontà popolare attraverso un'assemblea eletta dallo stesso. L'assemblea venne effettivamente costituita e alle votazioni per la nomina dei nuovi ministri, seguite all'approvazione della linea unionista, Martinengo risultò eletto.
Dopo la seconda guerra d'indipendenza e l'annessione della Lombardia al Regno d'Italia, soggiornò nella sua residenza di Brescia (per poi tornare in Veneto nel 1866). Durante questo periodo fu nominato senatore del Regno; la sua attività parlamentare, inizialmente assidua, calò progressivamente con l'avanzare dell'età.
Morì nella sua villa di Valsanzibio. Essendo privo di eredi diretti, lasciò gran parte dei suoi beni ai figli della sorella Maddalena, sposata a Luigi Donà dalle Rose (l'altra sorella, Giustina, era rimasta nubile). Donò i rimanenti ad alcune istituzioni culturali: l'armeria - già dei Michiel - al Museo Correr, il palazzo bresciano al Comune di Brescia - perché diventasse sede museale -, una collezione di strumenti e oggetti matematici all'Ateneo bresciano, volumi e manoscritti alla Biblioteca Queriniana.